# Facundo Cabral

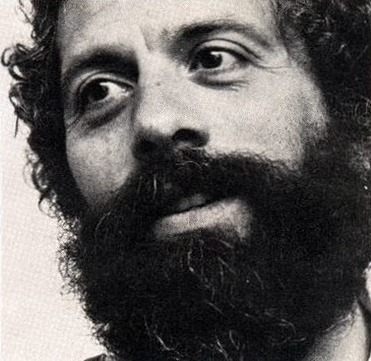
Facundo Cabral, 1984

Unterschrift

Rodolfo Enrique Facundo Cabral (* 22. Mai 1937 in La Plata, Provinz Buenos Aires, Argentinien; † 9. Juli 2011 in Guatemala-Stadt, Guatemala) war ein argentinischer Liedermacher, Songwriter und Schriftsteller. Er galt als bedeutendster Folksänger Lateinamerikas und war auf dem Kontinent eine der bekanntesten Persönlichkeiten. Er fiel einem Anschlag zum Opfer.

## Leben
Facundo Cabral wurde 1937 als achtes Kind seiner Eltern in La Plata in ärmsten Verhältnissen geboren. Die Familie zog, als er Kind war, nach Feuerland (Tierra del Fuego). Er lief schon als Kind häufig von zuhause fort. Dadurch gelangte er mit neun Jahren nach Buenos Aires, wo es ihm gelang, die First Lady Evita Peron zu sprechen und sie um eine Arbeit für seine Mutter zu bitten. Die Geschichte ist verbürgt. Als Jugendlicher war er rebellisch und verbüßte eine Gefängnisstrafe; im Gefängnis lernte er durch einen Jesuitenpater Lesen und Schreiben. 1959 ging er nach Mar del Plata, wo er seine Karriere zunächst als Barsänger in mehreren Hotels für Touristen begann. Sein damaliger Künstlername war „El Indio Gasparino“.
1976 verließ der Sänger sein Heimatland, da in Argentinien ein faschistischer Militärputsch stattgefunden hatte. Er lebte lange Zeit bis zum Ende der Militärdiktatur 1984 in Mexiko. 1978 verlor er seine Frau und seine 14-jährige Tochter bei einem Flugzeugabsturz. Er bezeichnete sich selbst als Anarchisten. Er hatte keinen festen Wohnsitz und lebte in Hotels, Tourbussen und bei Freunden. 1996 verliehen ihm die Vereinten Nationen den Titel „Weltbotschafter des Friedens“.

## Karriere
Cabral war der bedeutendste Folksänger Lateinamerikas im 20. Jahrhundert. Viele Texte waren von seinen beiden Lieblingsautoren, Jorge Luis Borges, mit dem ihn auch eine lange Freundschaft verband, und Walt Whitman, aber auch von Mahatma Gandhi und Mutter Teresa geprägt. Insgesamt hat er rund 24 Alben herausgebracht und 22 Bücher geschrieben; er galt auch als einer der führenden Intellektuellen seines Landes. 1970 gelang ihm mit dem Song „No soy de Aqui, no soy de alla“ (Ich bin nicht von hier, ich bin nicht von dort) der absolute Durchbruch in Lateinamerika und er wurde durch den Song weltbekannt. Das Lied wurde über 700 Mal aufgenommen und von Julio Iglesias und Neil Diamond gesungen. Insgesamt wurde es in mehr als 27 Sprachen übersetzt. Cabral stand in 159 Ländern als Sänger auf der Bühne.

## Tod
Cabral war als Musiker in Guatemala unterwegs und hatte in Quetzaltenango, rund 200 Kilometer von Guatemala-Stadt entfernt, zwei Konzerte gegeben.  Am 9. Juli 2011 gegen 05:20 Uhr Ortszeit wurde der Wagen mit dem Manager und dem Konzertpromoter auf dem Weg zum Flughafen von drei anderen Fahrzeugen abgefangen und das Feuer eröffnet. Acht Kugeln trafen Cabral; dieser war sofort tot. Sein Manager und der Konzertpromoter wurden schwer verletzt. Die Behörden gehen inzwischen davon aus, das Attentat habe dem Promotor und Besitzer des Wagens Henry Fariña gegolten, der mit Cabral eine Konzertreihe veranstaltet hatte. Im März 2012 wurde der mutmaßliche Drahtzieher des Anschlages in Kolumbien festgenommen: der 38-jährige Costa Ricaner Alejandro Jiménez, alias „El Palidejo“, der bereits wegen Geldwäsche im Drogenhandel gesucht worden war.
Cabrals Tod löste in ganz Lateinamerika tiefe Bestürzung aus. Guatemalas Präsident Álvaro Colom Caballeros hielt eine Pressekonferenz ab und ordnete drei Tage Staatstrauer an. Auch die Präsidenten von Venezuela, Ecuador und Kolumbien, Hugo Chávez, Rafael Correa und Juan Manuel Santos, kondolierten. Ebenfalls zum Kreis der Kondolenten gehörten Ricky Martin und die Friedensnobelpreisträgerin Rigoberta Menchu.

## Diskografie
- El carnaval del Mundo
- El profeta de Gibran
- Gracias a la vida
- Reflexiones
- Cantar solo cantar/Cabral solo Cabral, Ausgaben 1 und 2, 2006.

## Schriften
- Borges y yo (zu dt. Borges und Ich), Cabrals bekanntestes Buch
- Salunos
- Cuarderno de Facundo